# Кейт Росс
Кейт Росс (англ. Katherine Jean "Kate" Ross) — американська письменниця детективного жанру, авторка історичних детективних романів.

## Біографія
Донька Едварда А. Росса і його дружини, Кейт Росс навчалася у коледжі Веллслі та Єльській юридичній школі. Була помічником адвоката у судових процесах, працювала в юридичній фірмі «Sullivan & Worcester» в Бостоні до 1981 року.
Створила Була нагороджена премією «Гаргулья» 1994 року за найкращий історичний детектив. Створила персонажа — аристократа-денді XIX століття Джуліана Крестела.
Росс померла від раку молочної залози у 1998 році у віці 41 року і похована у Веллеслі, штат Массачусетс.
Її роман «Розбита посудина» увійшов до списку 100 найвидатніших творів детективного жанру XX століття за версією «Independent Mystery Booksellers Association».
Вона говорила: «Я завжди вважаю, що в нудьзі певною мірою винні люди, які нудьгують»

## Твори

### Романи
- Cut to the Quick (Скоротити до швидкого) (1994)
- A Broken Vessel (Розбита посудина) (1995)
- Whom the Gods Love (Кого люблять боги) (1996)
- The Devil in Music (Диявол у музиці) (1997) (отримав премію Агати)

### Оповідання
- The Lullaby Cheat (Колисковий обман) (1997)
- The Unkindest Cut (Недобрий розріз) (1998)